# Torpedo Tipo 65
El Tipo 65 es un torpedo fabricado por la Unión Soviética y continuado por Rusia. Se diseñó para hacer frente a los de los grupos de combate de los portaaviones de la Marina de los EE. UU., así como para ser utilizado contra grandes objetivos comerciales como los superpetroleros. Ahora arma de forma habitual a los nuevos buques rusos, pero a menudo los tubos lanzatorpedos de 650 mm están equipados con un adaptador de 533 mm para permitir el disparo de los misiles SS-N-15 o torpedos Tipo 53.
Las autoridades rusas han declarado que una modificación de 65-76A de este torpedo fue responsable de la explosión del submarino ruso Kursk.

## Especificaciones mod. (65-76)
- Diámetro: 650 mm
- Longitud: 9,14 m
- Alcance: 50 km a 93 km/h, 100 km a 56 km/h
- Velocidad máxima: 50 nudos (93 km/h)
- Guiado: sonar activo/pasivo y wake homing
- Ojiva: 450/557 kg de alto poder explosivo, o nuclear (solo en Rusia)
- Propulsión: Probablemente turbina de gas impulsada por un combustible basado en peróxido altamente concentrado, queroseno y aire comprimido. Propulsa hélices contra-rotativas.

## Variantes
- 65-73 entró en servicio en 1973, torpedo sin guiar. Nuclear 20 kt
- 65-76 kit (en ruso: Кит, ballena) entró en servicio en 1976, wake homing
  - DT Longitud 11 m , peso 4,500 kg ojiva de 450 kg
  - DST92  longitud 11 m , peso 4,75 kg ojiva de 557 kg wake homing, antibuque. Opera a 20 m de profundidad. Su sensor apunta hacia arriba para detectar la estela del barco, el torpedo zigzaguea para detectar los extremos de la estela.

## Usuarios
- Unión Soviética
- Rusia
- China